# 反折果薹草
反折果薹草（学名：Carex retrofracta）为莎草科薹草属的植物。分布在中国大陆的浙江等地，见于林下阴湿处，目前尚未由人工引种栽培。